# Magda Linette
Magda Linette (født 12. februar 1992 i Poznań, Polen) er en professionel kvindelig tennisspiller fra Polen.